# 施温德格
施温德格是德国巴伐利亚州的一个市镇。总面积20.77平方公里，总人口3405人，其中男性1691人，女性1714人（2011年12月31日），人口密度164人/平方公里。